# Okres Bonyhád
Okres Bonyhád (maďarsky Bonyhádi járás) je jedním ze šesti okresů maďarské župy Tolna. Jeho centrem je město Bonyhád.

## Sídla
V okrese se nachází celkem 25 měst a obcí.
Města
- Bonyhád
- Nagymányok

Obce
- Aparhant
- Bonyhádvarasd
- Bátaapáti
- Cikó
- Felsőnána
- Grábóc
- Györe
- Izmény
- Kakasd
- Kisdorog
- Kismányok
- Kisvejke
- Kéty
- Lengyel
- Mucsfa
- Murga
- Mórágy
- Mőcsény
- Nagyvejke
- Tevel
- Váralja
- Zomba
- Závod